# Вілмот Тауншип (округ Бредфорд, Пенсільванія)
Вілмот Тауншип (англ. Wilmot Township) — селище (англ. township) в США, в окрузі Бредфорд штату Пенсільванія. Населення — 1131 особа (2020).

## Демографія
Згідно з переписом 2010 року, у селищі мешкали 1204 особи в 489 домогосподарствах у складі 358 родин. Було 756 помешкань
Расовий склад населення:
| - 97,0 % — білих - 0,6 % — чорних або афроамериканців - 0,6 % — азіатів - 0,3 % — корінних американців |

До двох чи більше рас належало 1,5 %. Частка іспаномовних становила 0,9 % від усіх жителів.
За віковим діапазоном населення розподілялося таким чином: 20,9 % — особи молодші 18 років, 60,1 % — особи у віці 18—64 років, 19,0 % — особи у віці 65 років та старші. Медіана віку мешканця становила 46,4 року. На 100 осіб жіночої статі у селищі припадало 106,5 чоловіків;  на 100 жінок у віці від 18 років та старших — 103,4 чоловіків також старших 18 років.
Середній дохід на одне домашнє господарство  становив 65 991 долар США (медіана — 53 500), а середній дохід на одну сім'ю — 69 732 долари (медіана — 58 214). Медіана доходів становила 51 116 доларів для чоловіків та 35 625 доларів для жінок. За межею бідності перебувало 12,4 % осіб, у тому числі 13,3 % дітей у віці до 18 років та 12,6 % осіб у віці 65 років та старших.
Цивільне працевлаштоване населення становило 524 особи. Основні галузі зайнятості: виробництво — 29,0 %, освіта, охорона здоров'я та соціальна допомога — 15,1 %, будівництво — 10,3 %, мистецтво, розваги та відпочинок — 10,1 %.